# Arvid Ahrnborg

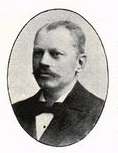
Arvid Ahrnborg

Arvid Ferdinand Ahrnborg, född 15 september 1857 i Stockholm, död 11 juni 1923 i samma stad, var en svensk civilingenjör och arkitekt.

## Liv och verk
Ahrnborg var elev vid Katarina 1:a elementarskola 1866–71 och därefter elev på handelskontor 1871–74. Han studerade vid avdelningen för Väg och vatten vid Teknologiska institutet i Stockholm 1875–78.
Han var därefter elev vid Stockholms stads vattenbyggnader 1878–79 och lantmäterielev i Jämtlands län 1880.
Han anställdes vid W. Wiklunds gjuteri & mekaniska verkstads bryggeriavdelning i Stockholm 1882-1896. Därefter drev han egen konsulterande bryggeriingenjörs- och arkitektverksamhet från huvudstaden där han bland annat står bakom byggnad Neumüllers Bryggeri i Stockholm 1898-1901 (fasader av Anders Wilhelm Bergström), Pilsenerbryggeriet i Stockholm 1896, kylhus vid Nürnbergs Bryggeri 1898-1900, byggnader vid S:t Eriks Bryggeri 1900-1902 (fasader av Alfred Danielsson-Bååk) , samt bryggeribyggnader för Carnegie D. & Co AB på Garvargatan i Stockholm 1906-1908.. Utanför Stockholm ritade han Gnesta bryggeri 1903.

## Bildgalleri

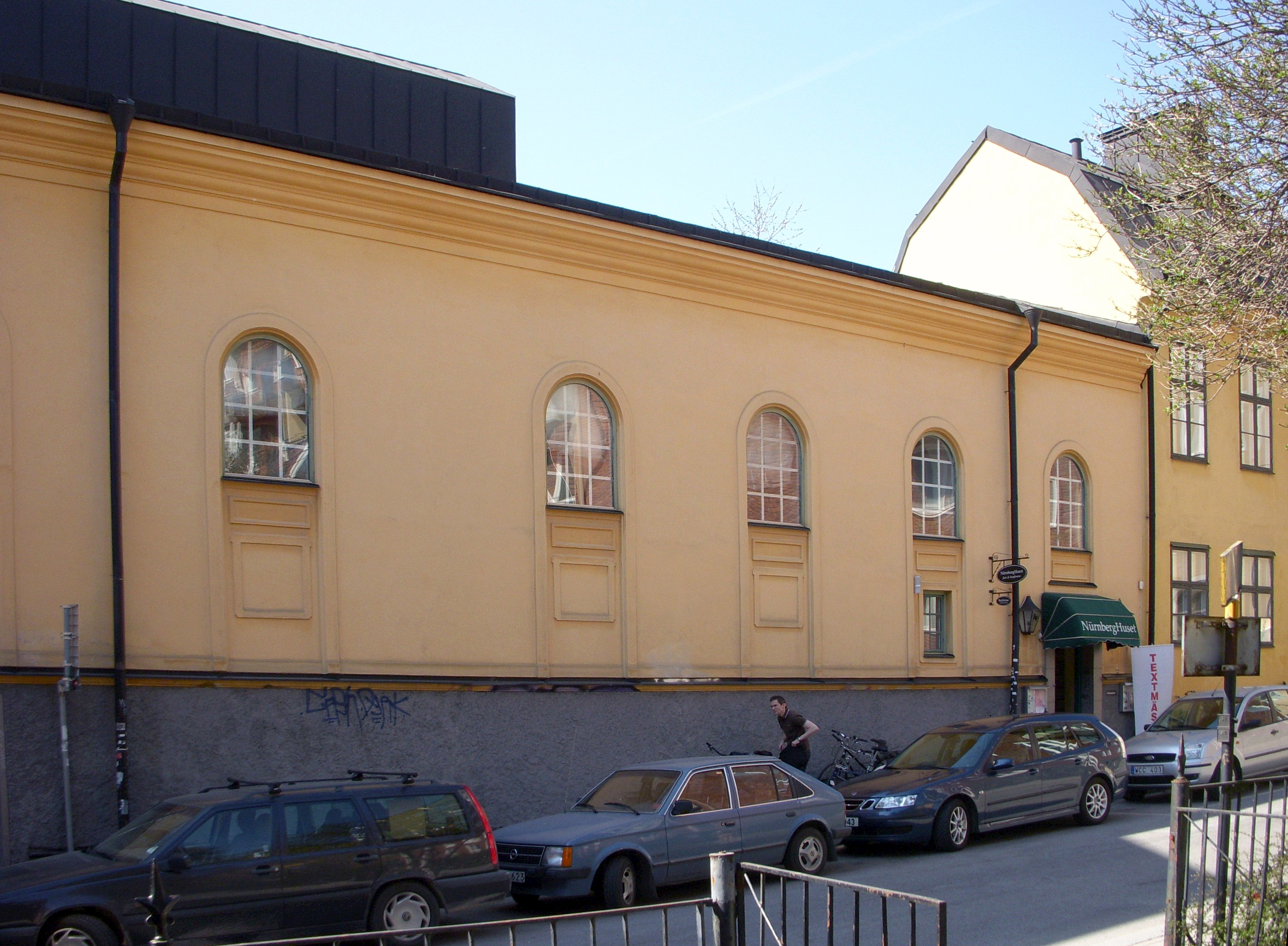
Kylhus vid Nürnbergs Bryggeri
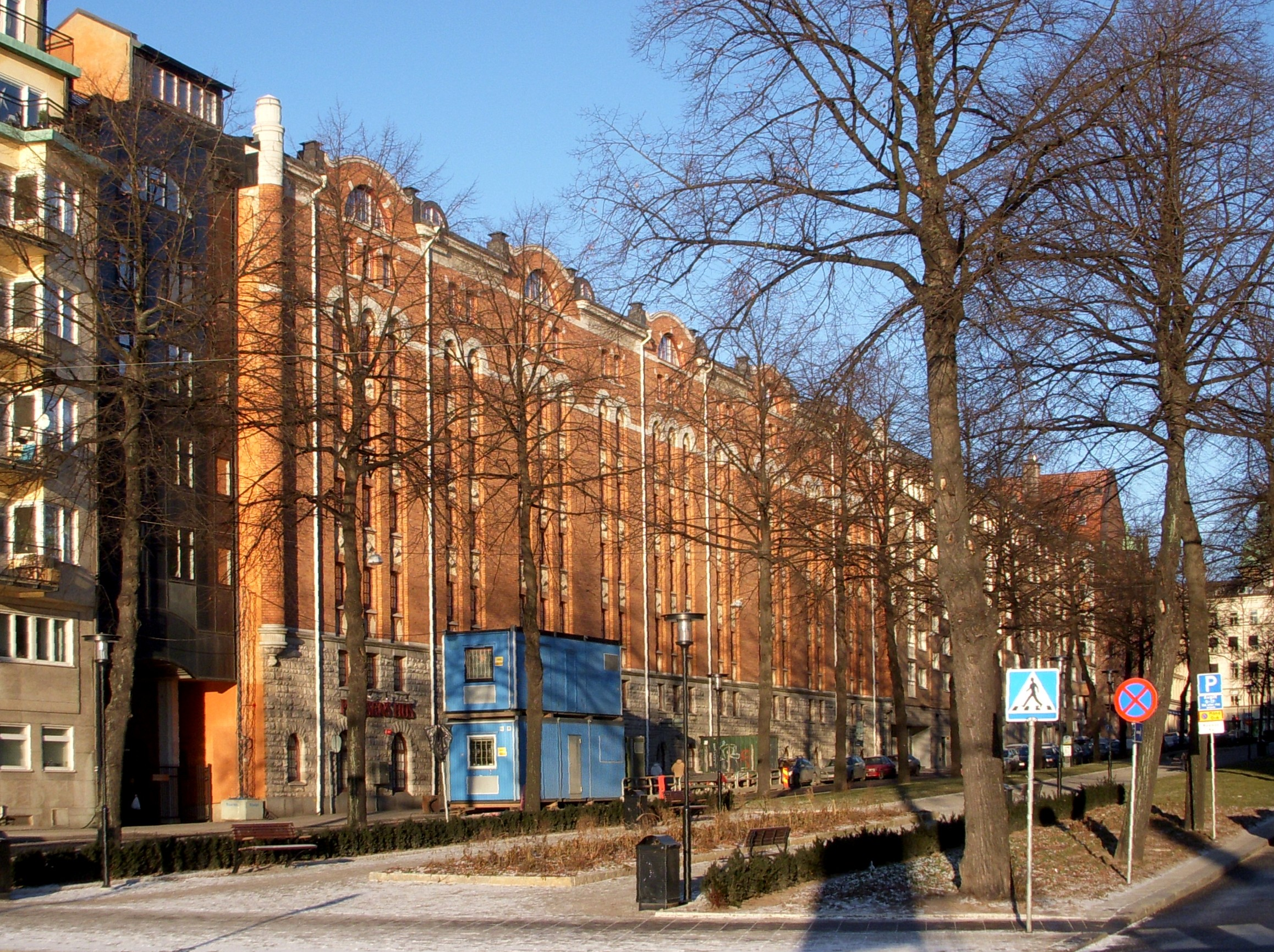
S:t Eriks Bryggeri
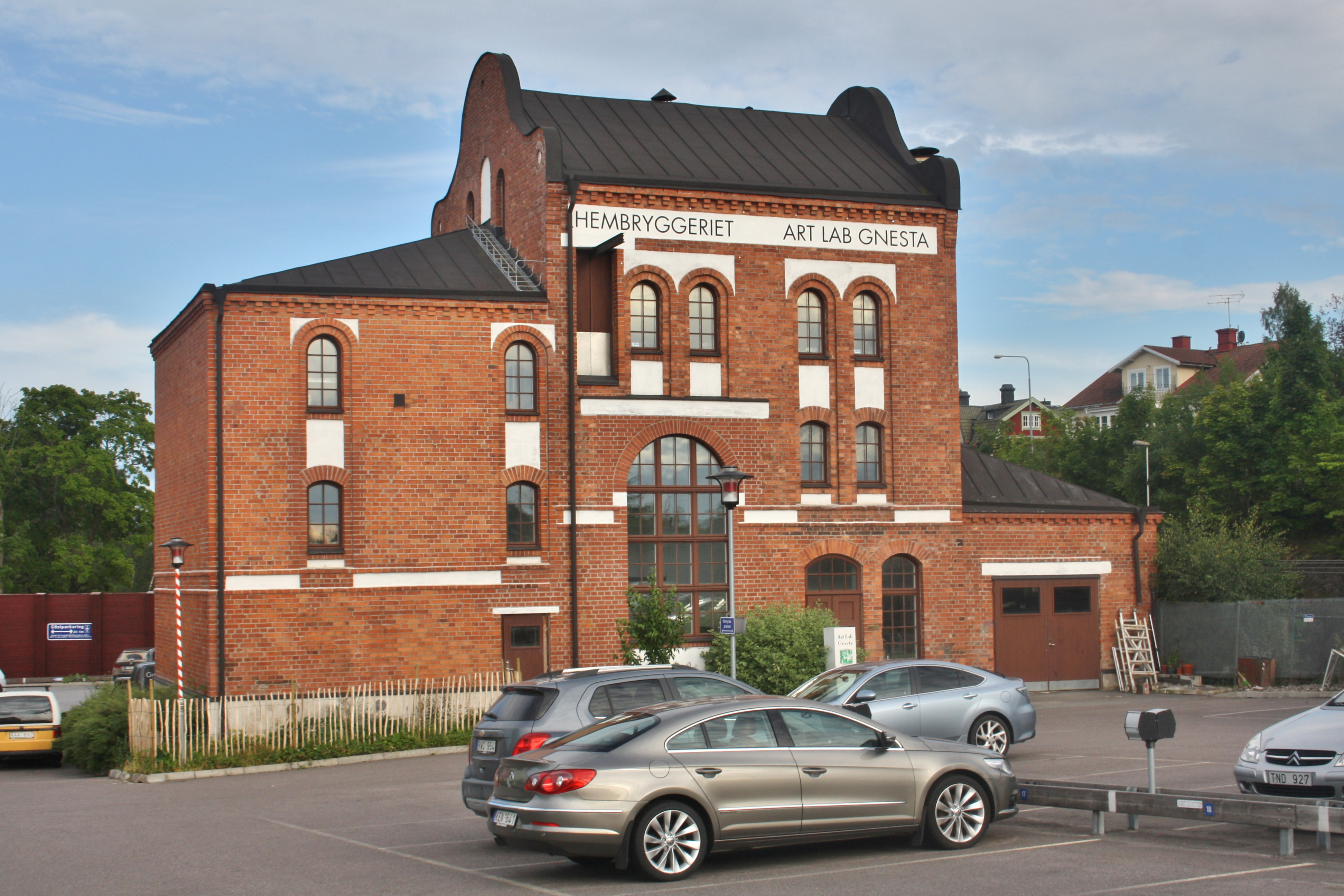
Gnesta bryggeri
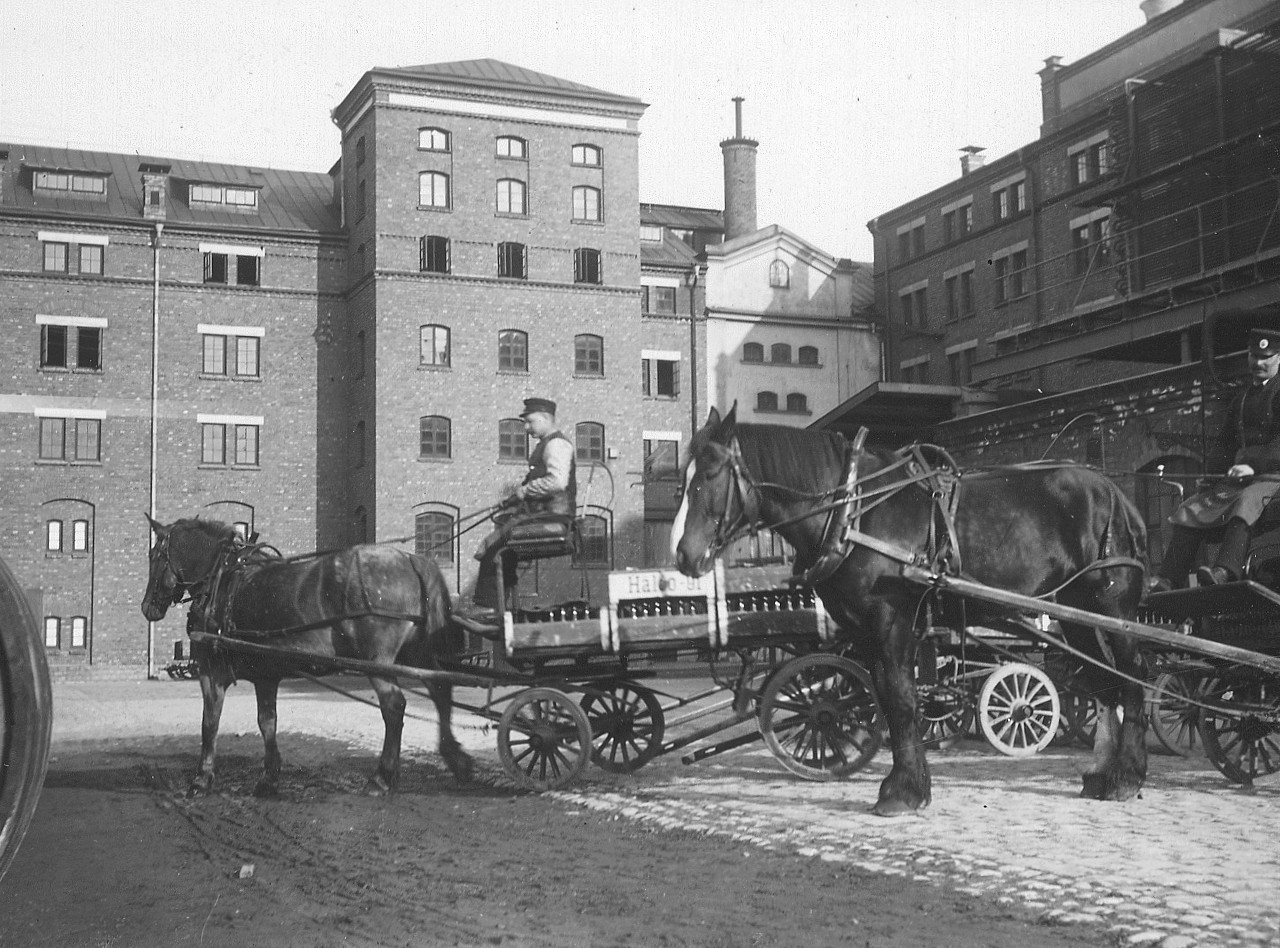
Pilsenerbryggeriet